# Bernie Slaven
Bernie Slaven (né le 13 novembre 1960 à Paisley) fut l'avant-centre emblématique du Middlesbrough FC de 1985 à 1993, et est aujourd'hui commentateur sur cette équipe pour la radio Century FM.
Avant d'arriver à Middlesbrough il joue pour les équipes écossaises de Morton, Airdrie, Queen of the South, Albion Rovers. Il termine sa carrière de footballeur avec Port Vale et ensuite Darlington mais joue également pour l'équipe amateur de Billingham Synthonia F.C. 
International avec l'équipe d'Irlande, il participe à la Coupe du monde de football 1990.

## Sources
- (en) Stephen McGarrigle, The Complete who's who of Irish international football : 1945-1996, Edimbourg, Mainstream Publishing, octobre 1996, 237 p. (ISBN 1-85158-894-9), p. 173-175